# تريفور دارك
تريفور دارك (بالإنجليزية: Trevor Dark)‏ هو لاعب كرة قدم بريطاني في مركز نصف الجناح، ولد في 29 يناير 1961 في Morden ‏ في المملكة المتحدة. لعب مع برمنغهام سيتي ونادي أرسنال ونادي فيشر أثليتيك.